# تب سه‌روزه
تب سه‌روزه بیماری ویروسی منتقله توسط گونه‌هایی از پشه خاکی است که علائمی شبیه به آنفلوآنزا دارد و عامل ویروسی آن، ویروس تب افمرال گاوی یا ویروس تب زودگذر گاوی نام دارد. به آن تب پشه خاکی و تب پاپاتاسی هم گفته‌اند.
ویروس BEFV از جنس اپمروویروس و خانواده رابدویریده می‌باشد. این بیماری به‌طور ناگهانی با علائم سردرد، تب شدید، درد پشت چشم به هنگام حرکت چشم، پرخونی ملتحمه، کوفتگی، بی‌حالی، تهوع، درد دست و پا و کاهش تعداد گلبول‌های سفید خون نمود می‌یابد.
ممکن است نشانه‌های بیماری شدید باشد ولی معمولاً منجر به مرگ نمی‌شود و بیماران بهبود می‌یابند ولی ممکن است پس از بهبودی باعث افسردگی کوتاه مدت شود.
گاهی ممکن است که این بیماری با تب کریمه-کنگو اشتباه

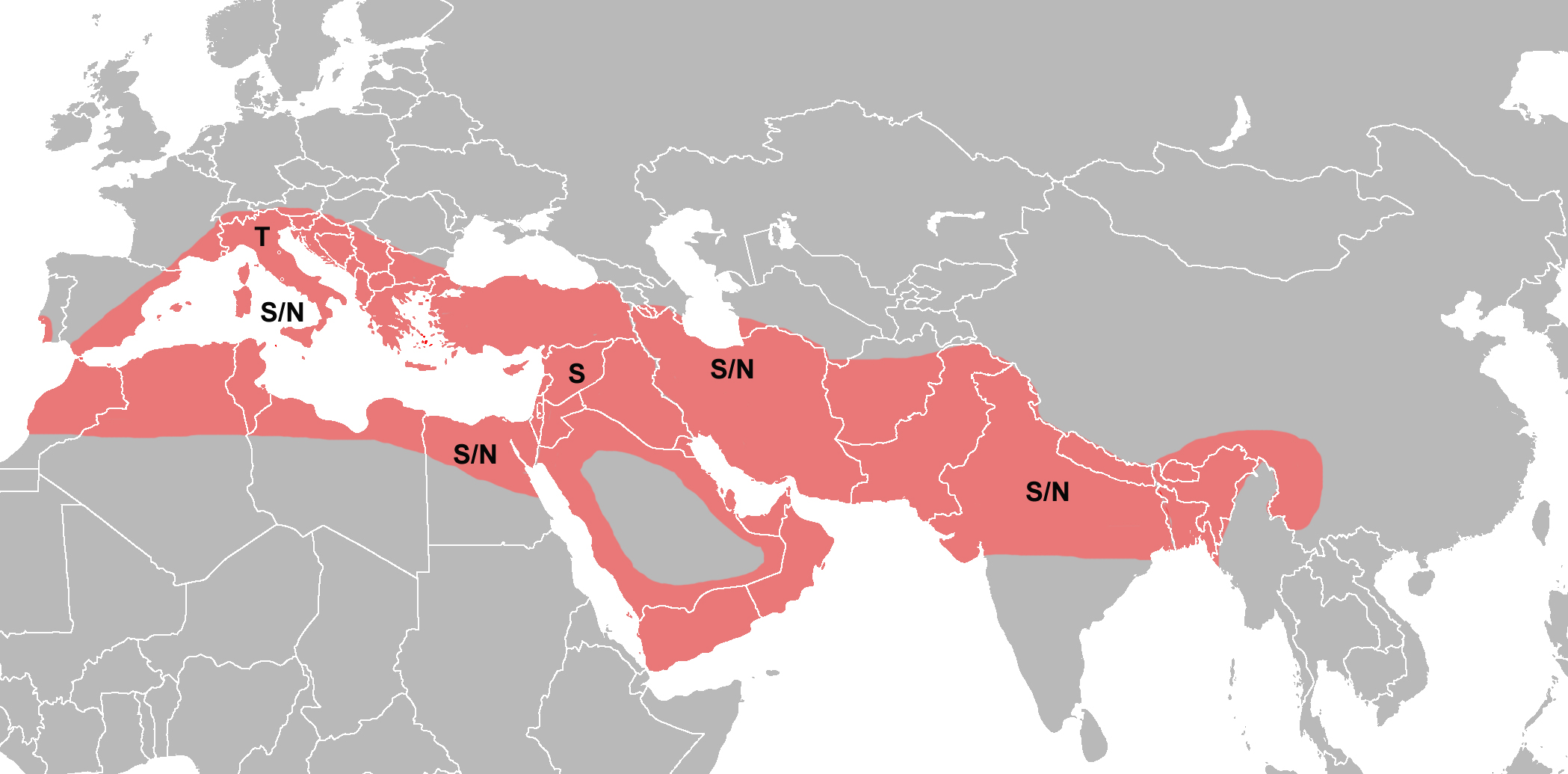
پراکنش تب سه‌روزه بر پایه سروتیپ: T: توسکانی، S: سیسلی؛ N: ناپلی.

گرفته شود.